# Gaia (album)
Cet article concerne l'album de Mägo de Oz. Pour l'album-concept d'Alan Simon, voir Gaïa (album).
Pour les articles homonymes, voir Gaïa (homonymie).
Albums de Mägo de Oz
Finisterra
(2000) Belfast
(2004)
Gaia est le cinquième album studio du groupe de folk metal espagnol Mägo de Oz. L'album est sorti le 8 septembre 2003 sous le label Locomotive Music.
Cet album est le premier opus d'une trilogie. Les paroles de l'album parlent de la réincarnation de Azzak, un jeune indigène capturé par les Espagnols, qui, après son exécution, va posséder le corps d'un homme, qui recevra l'âme d'Azzak (ou Gaia).

## Musiciens
- José Andrëa: Chant
- Carlitos: Guitare
- Frank: Guitare
- Sergio Martínez: Basse
- Txus di Fellatio: Batterie
- Mohamed: Violon
- Kiskilla: Claviers
- Fernando Ponce: Flûte traversière

## Liste des morceaux
1. Obertura MDXX
2. Gaia
3. La Conquista
4. Alma
5. La Costa Del Silencio
6. El Árbol De La Noche Triste
7. La Rosa De Los Vientos
8. La Leyenda De La Llorona
9. Van A Rodar Cabezas
10. El Atrapasueños
11. Si Te Vas
12. La Venganza De Gaia

### DVD
1. Introduction
2. Le concept de l'album
3. Le processus de l'album
4. L'album chanson par chanson
5. Galerie photos
6. L'enregistrement sonore du Vidéo-Clip
7. Le design graphique
8. La Costa Del Silencio (Vidéo-Clip)
9. Crédits